# 魏寿昆
魏寿昆（1907年9月16日—2014年6月30日），男，天津人，中国冶金学及冶金物理化学专家，北京科技大学教授、博士生导师，中国冶金物理化学学科创始人之一。

## 生平
早年毕业于北洋大学矿冶工程系。后毕业于德国德累斯顿工业大学化学系，获工学博士学位，之后来到亚琛工业大学做博士后研究。
1980年当选为中国科学院院士。
2006年9月6日，社会各界在北京人民大会堂，为其百岁华诞举办了庆祝宴会，北京科技大学教育基金会出资设立“魏寿昆科技教育奖”，北京科技大学团委组织在校学生编写魏寿昆个人文集《师者如兰》。